# ساهاواتو
ساهاواتو (به لاتین: Sahavato) یک منطقهٔ مسکونی در ماداگاسکار است که در نوسی واریکا واقع شده‌است. ساهاواتو ۲۸٬۰۰۰ نفر جمعیت دارد و ۵۸ متر بالاتر از سطح دریا واقع شده‌است.